# Таранько, Александра Порфирьевна
Александра Порфирьевна Таранько (25 декабря 1928 , поселок Котлубань Городищенского района Волгоградской области — ?) — украинская советская деятельница, телятница племзавода «Тростянец» Ичнянского района Черниговской области. Депутат Верховного Совета СССР 6-го созыва.

## Биография
Родилась 25 декабря 1928 года в крестьянской семье Порфирия Кустового. Отец работал скотником (погиб во время Великой Отечественной войны), мать — бригадиром телятниц совхоза. Образование начальное.
В 1942—1944 годах — телятница совхоза Сталинградской области РСФСР.
с 1944 года — телятница, бригадир телятников племзавода «Тростянец» пгт. Тростянец Ичнянского района Черниговской области.
Потом — на пенсии в пгт. Тростянец Ичнянского района Черниговской области.

## Награды
- орден Ленина
- орден Трудового Красного Знамени
- Малая золотая медаль ВДНХ
- медали